# 技術
技術（ぎじゅつ、旧字体：技術󠄁、英語: technique, technology, engineering）は、物事に関する取り扱いや処理の方法・手段、巧みに行う技・技巧・技芸。または科学の研究成果を人間の生活に役立たせる方法、科学を応用して自然を改変・加工して役立てる技。
テクニック（技術）やテクノロジー（技術学）の語源は古代ギリシア語「テクネー」であり、この言葉は学術・芸術・知識（エピステーメー）や制作的な理知（ロゴス）・能力等も指す。古代～中世にわたって原始的な科学の試行錯誤を行った技術・哲学・宗教思想・実利追求などの固まりは、錬金術と呼ばれる。16世紀以降、主に「科学革命」によって神秘性や思弁性が消えつつあった錬金術は、近代的な科学および科学技術へと変化していった。
なお、エンジニアリング（工学）も「技術」と和訳されることがある。

## 概要
以下は『日本大百科全書(ニッポニカ)』の解説を出典とする。「技術」という言葉は非常に広く使われており、「手法」や「手段」という言葉に交換可能な場合もある。一方で「技術」は「科学技術」とも言うように、「科学」と並列されることが多くなっている。現代では両者は接近し、計画的に結合可能となっており、「一体化」されている。技術史学者・山崎俊雄は「今後さらに「科学技術」の用語は普及するであろう」と記述している。

歴史的には「技術史観」（theory of technological development）という歴史観があり、この観点では《歴史は究極的には技術の進歩により発展する》と考えられている。技術史観にとって思想・文化・社会制度は普遍的でなく栄枯盛衰を繰り返すが、技術は普遍的であり進歩・発展し続けている。人間の生活様式・社会関係・社会構造・文化・思想の飛躍的変化は、新技術（の発明と普及）によって起きるとされる。「農業革命→産業革命→エレクトロニクス革命」という段階的用語は、その例である。

## 由来・歴史
技術の歴史は人類誕生から続いており、科学よりも古い。（厳密には、1870年代まで《技術》は「芸術」や「技芸」と呼ばれ、《科学》は「自然哲学」と呼ばれていた。）　技術の語源はギリシア語のテクネー（technē）やラテン語のアルス（ars）で、「わざ、業、技、芸」を意味する。技術と近代科学が接近したのは、1870年代以降の先進国内だった。そこでは物理学者や化学者が、大企業によって雇用されるようになっていた。政府も、軍備や産業振興のために研究所を設置した。

### 古代の技術 ― 技術哲学
古代ギリシアでは、人間の「制作活動一般に伴う知識や能力」が尊重されて《技術　テクネー》と総称されていた。また、技術は学問（古代科学）でもあった。プラトンの『ゴルギアス』によると、技術とは《本質についての理論的知識（ロゴス）を持つ働き》である。
アリストテレス哲学では、技術は《知識　エピステーメー》と同義であり、《ある事柄を原因から認識する一般的知識》だとされる。（技術と似たものに「経験　エンペイリアー」があるが、これは事柄についての単なる習熟だとされる。）　特にアリストテレスの『ニコマコス倫理学』によると、技術は《創造的方法について考究する働き》であり、《真の理知（ロゴス）を伴う制作能力》である。すなわち技術は単なる知的能力ではなく、《学問的かつ経験的で普遍的かつ個別的な真理認識の能力》だとされる。ハイデッガーの著名な解釈によると、ここでの「技術」とは《制作による一定の真理解明》（エントベルゲン Entbergen）だと言う。
なおアリストテレスの言う《知識》は、理論知と実践知とに区別されることもある。後者は近現代的な意味での「技術」へと繋がっていった。

### 近代の技術 ― 科学技術
《技術学》または《テクノロジー》は、啓蒙主義・機械論（機械論的自然観）・民主主義等の影響下で発生した。かつて18世紀ドイツのゲッティンゲン大学では、技術的学問として「技芸史」が存在していた。（ドイツ語ではクンストゲシヒテ（Kunst Geschichte）、英語ではアートヒストリー（art history）。）　そこへ影響したのが、啓蒙主義や機械論だった ―― すなわちフランシス・ベーコンやディドロやダランベール等による、自然哲学的・自然史的な技術研究が影響した。これにより、技芸史は1772年に《技術学　テヒノロギー（Technologie）》へと革新された。技術学は英語圏の「テクノロジー（technology）」に相当し、そしてアメリカのジャクソン流民主主義時代から普及していった。
なお原義から辿れば、技術学（テクノロジー）と工学（エンジニアリング）は異なる。工学の語源はラテン語のインゲニウム（ingenium）で、《発明》・《天才の所産》を意味する。そうした成立経緯があるため、現代の大学や学会で「工学」は《特殊な職業人的な教育と研究》を意味する。一方で「技術学」の由来は、職業教育を求めないゲッティンゲン大学の《一般的教育》であり、この大学は《自由な教授と学習》を誇っていた。そうした特徴は現代の技術学にも及んでいる。

同時に、各言語で「技術」と「技術学」が混同されている。それでいて通常、英語では「テクノロジー」（technology）が、日本語では「技術」が使われることが多い。山崎は
「この混同は、「技術」とは何かという本質的な問題を論ずるときに混乱となる。「科学」が「技術」に接近し、「科学技術」に一体化される今日、その起源に立ち返って考えることが必要となってきている」
と記述している。

## その他の概念史・翻訳史
古代ギリシャで用いられていた語・概念「古希: τεχνη　テクネー」が、ラテン語の「ars　アルス」という語に訳され、フランス語「art アール」、英語「art　アート」、ドイツ語「Kunst クンスト」に引き継がれ、それらの言葉・概念が翻訳された。
18世紀フランスの百科全書派のディドロは、技術に「同一の目的に協力する道具と規則」という定義を与えてみせた。同じくダランベールは『百科全書』の序論で、フランシス・ベーコンの「変化させられ、加工される自然」という概念を用いつつ、技術の歴史というのを描いてみせた。
日本では明治時代には、mechanical artの訳語として「技術」が用いられた。明治時代に西周が『百学連環（百學連環）』で「mechanical artを直訳すると器械の術となるが適当でないので技術と訳して可である」としたことによる。そこには「術にまた二つの区別あり。mechanical art and liberal art」とも述べられている。
西欧文化圏に属する人々は、西欧における長い《技術》の歴史も、西欧における長い《知識》（フィロソフィアやサイエンス）の歴史も、それぞれ別によく理解しており、別の概念として把握できている。だが、日本などの東アジアの人々には、ちょっとした歴史のめぐり合わせが原因で、それらの区別が困難になってしまった。日本などの東アジア諸国に西欧の近代科学が体系的な形で紹介されたのは19世紀後半になってからのことであったのだが、この19世紀後半は、たまたま運悪く（上述のごとく）ヨーロッパやアメリカでさかんに科学と技術を接近させ融合させようとしていた時期に合致し、東アジア諸国の人々は、そのように《技術》と《科学》一緒くたにされてしまった状態で、初めてそれらに出会い、それらを急いで導入しようとした結果、《技術》と《科学》の区別がうまくつけられなくなり、うまく識別できなくなってしまったことを、科学史や科学哲学を専門とする佐々木力も指摘している。
中国や日本では「技術」という言葉は古くから登場していたが、今日とは意味が異なっており、江戸中期には当時の知識人が身に着けておくべき教養（マナー、弓術、馬術、音楽、文字、算数など）を意味していたことが文献からうかがえる。明治3年（1870年）に西周がMechanical artの訳としては「技術」を使い、これが現在の意味での技術の最初の例であると考えられている。明治4年に欧米の技術を取り入れる工部省という役所が公文書で同様の意味で技術を使い、明治16年には福沢諭吉が論説の中で技術という言葉を多く使用した。科学、技術が現在の意味で使われるようになった当初、科学技術という言葉は用いられず、大淀昇一によると、使われるようになったのは日中戦争が泥沼化していた昭和15年ごろである。当時の技術官僚の間で使われるようになったもので、「技術は科学に基づいていなければならないという課題と、また科学は純学術的なものでもなく、また人文科学でもなく技術への応用を目指したものでなければならぬという課題、この二つの課題をまとめて「科学技術」という」という当時の技術官僚の発言が残されている。昭和15年に有力技術者団体が政府に提出した意見書で、「科学技術」は「科学および技術」の意味で使われた。昭和15年時点では「科学乃技術」の方が一般的だったが、緊迫した戦時下の状況で科学技術を振興しようという機運が高まって急速に普及し、昭和16年には広く受け入れられたと考えられている。平野千博は、「科学技術」普及の背景には、「科学技術の振興により国家に貢献しようという技術官僚の運動があったことがうかがわれる」と述べている。

## 技法と技能（スキル）
創作活動等において技・技術を屈指して用いるさまざまな手法を技法（ぎほう）という。技術を用いる能力は技能（ぎのう）と呼ぶこともある。希少価値のある高度な技能は一般に高く評価され、保護の対象となる。
身体技法は、文化人類学者マルセル・モースによって、「人間がそれぞれの社会で伝統的な態度でその身体を用いる仕方」と定義された。伝達方法は、「信頼し、また自分に対して権威をもつ人が成功した行為、また、成功するのを目のあたりにした行為を模倣する」威光模倣（l'imitation prestigieuse）、そして口頭によるものとされる。口頭によるもので、特徴的な比喩的言語表現をわざ言語（Languages of Craft）という。

### 技と術

#### 技の一覧
- 球技
- 武技
- 格闘技
- 立ち技
- 寝技
- 投げ技
- プロレス技
- 裏技
- 決め技
- 必殺技

#### 術の一覧
- 術
- 芸術・美術・工芸術
- 話術
- 弁論術
- 医術・手術
- 奇術
- 魔術
- 記憶術
- 速読術
- 武術（自己防衛、身体の健康）
  - 武芸一覧
- 馬術 （乗馬のスキル）
- 棒術 （杖または細長い鈍い物体との戦い）
- 居合術 （突然の必殺技の剣術）
- 抜刀術（the art of drawing a sword）
- 柔術（unarmed fighting）
- 鎌術 （金属鎌による防御と戦闘）
- 剣術 （剣の技）
- 小太刀術 （小剣での術）
- 鎖鎌術 （鎖鎌での戦い方）
- 弓術
- なぎなた術 （なぎなたを使う技術）
- 忍術 （忍びの戦闘技術と実践）
  - NARUTO-ナルト- フランチャイズの架空の忍者アート
  - 手裏剣術（投げ刃の練習）
- 両刀術（大東、駒川改心流など、大剣と小剣のフェンシング）
- 釵術 （釵で戦うサイの短剣）
- 鉄扇術 （鉄扇での戦スタイル）
- 体術 （非武装の戦闘スタイル）
- トンファー術 （トンファーを武器にした術）

## 編み出す技術（エンジニアリング）
エンジニアリング（engineering）とは、産業革命時代のイギリスでのエンジンに由来し、当時は蒸気機関をさした。蒸気機関を製作・操作・修繕維持改良する人をエンジニアと呼ぶようになった。現在の意味は、自然界の現象を現実的な人間の手段として利用するため、道具（ツール）や体系（システム）をつくる（設計（デザイン）・構築（ビルド）する）という目標（ゴール）があり、そのなかでの「設計や構築の方法」をエンジニアリングという。現代ではエンジニアとは、自然法と社会の必要性の制限の中でテクノロジーを創り出す人のことをいう。また、エンジニアリングの学問として工学がある。

### 技術の伝承
先人の編み出した技術は修行や模倣により伝承されるが、職人芸（技能）と言われるような個性的・独創的な技を継承することは困難である。ただ、作品に込められた技の痕跡を確認することによってその業績を知ることができる。

### 技術と道具
技術と道具は協調して発展してきた。技術の必要を満たすために道具が開発され、新たな道具の出現により技術が進歩してきた。さらに科学的発見による科学理論の深化発展が応用（科学技術）され、画期的な発明が数々なされることにより、地球環境を大きく変動させるまでにいたっている。

## 編み出された技術（テクノロジー）
人間が産みだした技術は、長い歴史の中で蓄積されて利用されており、文明社会を支えている。人間が社会の機械化・情報化を推し進めたことで、技術は人間に欠けている機能を補完し、人間の意思決定の影響を巨大化させた。更には、特定の用途のみでは有るが、人間に代わって膨大なデータを利活用して高度な意思決定を行う人工知能技術が社会インフラとして機能するようになってきている。この結果、人間の役割は技術自体の開発から利用に比重が移りつつあり、少数の人間の意思決定により地球環境を激変させることも可能となった。

### 科学技術
mechanical artとはテクノロジー（technology）のことである。mechanical artの訳としての「技術」は日本的視点におけるいわゆる西洋的な概念である。この意味でのテクノロジーとはサイエンスとエンジニアリングによって生み出されたものをさす（詳細は以下のテクノロジー）。
日本語としての技術という語は技能や技の意味も含み、英語: skill（スキル）がその対訳となる。英語でのテクノロジーとスキルは明確に異なるが、日本語を使う上で技術は文脈によって使い分けられる。たとえば、「ものづくり日本」という中で使用される技術という言葉にはテクノロジーもスキルの意味も含まれることがある。

#### テクノロジー
サイエンス（science）とは、自然界の現象を探求する公式な方法のことであり、サイエンスにより世界についての情報と知識を得るが、テクノロジーは、このサイエンス及びエンジニアリングという2つの方法に、社会の要請があって生み出されたものをいう。一般的にはテクノロジーといえば、（サイエンスの結果はどうあれ）「エンジニアリングによって生み出された（結果の）もの」をさす名称として用いられることが多い (en:Technology#Definitions)。
日本語として、サイエンスが科学と訳されるのは一定しているが、エンジニアリングとテクノロジーについては、おのおの工学および技術と当てはめられることもあるが、一般には文脈によってそれぞれともに技術と訳されたり工学と訳されたりする場合も多い。そのため、エンジニアリングとテクノロジー双方を含む概念として使用されていることも多い。技術がテクノロジーの対訳となる場合、上記にあげたようにエンジニアリングの結果生み出されたものをさす。
つまり、日本語の技術とは文脈によってエンジニアリング（編み出す技術）、テクノロジー（編み出された技術）、スキル（技法と技能）のどれかひとつをさすこともあれば、いずれか二つの意味を持つ場合や、さらには、それらが一体となった意味としても使用されることもある。
以下にあげるカテゴリーはエンジニアリング、テクノロジー、スキルいずれのカテゴリーでもある。
- 機械技術
  - 原動機・エネルギー
  - 機械・装置
- 電気・電子技術
  - コンピュータ・電算機・電子制御
  - 通信・コンピュータネットワーク
  - エレクトロニクス

## 技術の発祥国・開発者と他国・他地域への伝播・普及の事例
技術は人々が個人・法人・国家・世界に有益と判断すれば、世界の諸国・諸地域に伝播・普及し、他国・他地域に伝播・普及した結果として、伝播先・普及先の国・地域の技術と融合して新たな技術を創造する。下記はその具体的事例である。技術と社会の関係に関する認識・思考はグローバリゼーション#歴史を参照。

### 交通機器
- 鉄道システムはイギリスでジョージ・スチーブンソンらが開発した。
- ガソリンエンジンはドイツでニコラス・オットーが開発した。
- ガソリンエンジンで駆動する自動車はドイツでゴットリープ・ダイムラー、カール・ベンツが開発した。
- 電気モーターで駆動する電気自動車はイギリスが開発した。
- 電気モーターとガソリンエンジンで駆動するハイブリッドカーはドイツでフェルディナント・ポルシェが開発した。
- 流れ作業による自動車の大量生産方式はアメリカ合衆国でヘンリー・フォードが開始した。
- 飛行機はアメリカでライト兄弟が開発した。
- ジェットエンジンを搭載した飛行機はアメリカでノースアメリカンが開発した。

### エネルギー・宇宙開発
- 内燃機関はフランスでジャン＝ジョゼフ・エティエンヌ・ルノアールが開発した。
- ジェットエンジンはイギリスで防衛省とフランク・ホイットルが開発した。
- 原子炉はアメリカ合衆国でシカゴ大学が開発した。
- 人工衛星はソビエト連邦でコロリョフ設計局が開発した。

### 記録技術
- 映画はフランスでリュミエール兄弟が開発した。
- オフセット印刷はアメリカでルーベルが開発した。
- 磁気テープはドイツでAEGとイーゲー・ファルベン社が開発した。
- ハードディスクドライブはアメリカでIBMが開発した。
- フラッシュメモリは日本の東芝で舛岡富士雄が開発した。

### 電気電子・通信
- 電気モーター・発電機はイギリスでマイケル・ファラデーが開発した。
- 電話はアメリカでグレアム・ベルが開発した。
- 太陽電池はフランスのアレクサンドル・エドモン・ベクレルによって原理が発見され、アメリカでCharles Frittsにより発電できるものが開発された。
- テレビ放送の受像機は日本で高柳健次郎が開発した。
- LEDは、イリノイ大学のニック・ホロニアック（Nick Holonyak）によって開発された。
- トランジスタはアメリカAT&Tベル研究所のウォルター・ブラッテン、ジョン・バーディーン、ウィリアム・ショックレーらが開発した。
- 集積回路はアメリカでテキサス・インスツルメンツのジャック・キルビーが開発した。
- 電卓はイギリスのBell Punch and Sumlock-Comptometerが開発した。
- インターネット、グローバル・ポジショニング・システムはアメリカで国防総省が開発した。

### コンピュータ
- プログラム内蔵方式ノイマン型のコンピュータはアメリカでジョン・プレスパー・エッカート、ジョン・モークリーが開発した。（ジョン・フォン・ノイマンは開発に直接関わっていない）
- マイクロプロセッサはアメリカでインテルが開発した。
- 関係データベースはアメリカでIBMとエドガー・F・コッドが開発した。
- World Wide Webはスイスにある欧州原子核研究機構（CERN）でティム・バーナーズ＝リーとロバート・カイリューが開発した。
- UNIXはアメリカでAT&Tのベル研究所とケン・トンプソン、デニス・リッチーが開発した。
- 自由ソフトウェア運動、自由ソフトウェア、コピーレフトという開発形態・ライセンスはアメリカでリチャード・ストールマン、フリーソフトウェア財団が提唱し開始した。
- オープンソースという開発形態・ライセンスはアメリカでネットスケープブラウザの再建プロジェクトがソースコードを公開形態を模索する過程でエリック・レイモンド、ブルース・ペレンズが提唱し開始した。
- Linuxカーネルはフィンランドでリーナス・トーバルズが開発した。

### 医療
- 画像診断は、ドイツでヴィルヘルム・レントゲンが最初に開発した。
- 抗生物質は、アメリカでアレクサンダー・フレミングが最初に開発した。
- コンピュータ断層撮影（CT）はイギリスでゴッドフリー・ハウンズフィールドが開発した。
- 核磁気共鳴画像法（MRI）はアメリカとイギリスでポール・ラウターバー、ピーター・マンスフィールドが開発した。
- 脳低温療法はアメリカでマイアミ大学が考案・試行し、日本で日本大学板橋病院の林成之が患者の救命・社会復帰可能な水準に開発した。

## 技術と技能（スキル）の違い
「技術」と「技能」という言葉は、違いを理解せずに混同して会話などで使用されがちであるが、以下のように明確な違いがある。
技術《Technology》
知識のことである。
教科書のように文書化したり、会話などで他人に伝達可能である。

技能《Skill》
技術（知識）を使用し、作業を遂行する能力のことである。
個人の中に熟成されるため、他人に伝達不可能である。
例えば、自動車の運転の仕方を知識として習得しただけでは、自動車を正確に運転できる確率は低い。訓練を行い、運転の技能を上げることにより、より正確に運転できるようになる。